# Лёвенгельм, Густав Карл Фредрик
Густав Карл Фредрик Лёвенгельм (Лёвеньельм, Лёвенхильм) (швед. Gustaf Karl Fredrik Löwenhjelm; 6 октября 1771, Стокгольм — 29 июля 1856, Стокгольм) — граф, шведский военачальник и дипломат, участник Наполеоновских войн и Венского конгресса.

## Биография
Являлся внебрачным сыном шведского короля Карла XIII от Кристины Августы фон Ферзен.
Принимал участие в русско-шведской войне 1808—1809 годов, в сражении при Пихайоки был захвачен в плен.
По освобождении служил в кавалерии, с 1810 года командовал гвардейскими кавалерийскими эскадронами.
С начала Отечественной войны 1812 года и в кампаниях 1813—1814 годов неоднократно направлялся с особыми миссиями к императору Александру I, целью которых было согласование действий русской и шведской армий.
В чине генерал-майора шведской службы во время Войны шестой коалиции исполнял обязанности генерал-адъютанта по внешним делам при наследнике шведского престола и регенте Швеции Карле Юхане и одновременно был заместителем начальника штаба Северной армии.
За отличия в войнах с Наполеоном 8 октября 1813 года награждён орденом св. Георгия 4-й степени (№ 2712 по списку Григоровича — Степанова).
После разгрома Наполеона принимал участие в Венском конгрессе. С 1815 года был личным представителем Карла Юхана при императоре Александре I.
Его младший брат, Карл Аксель Лёвенгельм, в 1811—1818 годах был посланником Швеции в России; иногда ему ошибочно приписывается награждение орденом св. Георгия 4-й степени.